# Uruguay op het wereldkampioenschap voetbal 1966
Uruguay was een van de deelnemende landen aan het wereldkampioenschap voetbal 1966 in Engeland. Het Zuid-Amerikaanse land nam voor de vijfde keer in de geschiedenis deel aan de WK-eindronde. Uruguay haalde de kwartfinale waarin West-Duitsland te sterk was.

## Kwalificatie

### Groep 1
| Pos | Land      | Wed | Win | Gel | Ver | DV | DT | +/− | Pnt |
| --- | --------- | --- | --- | --- | --- | -- | -- | --- | --- |
| 1   | Uruguay   | 4   | 4   | 0   | 0   | 11 | 2  | +9  | 8   |
| 2   | Peru      | 4   | 2   | 0   | 2   | 8  | 6  | +2  | 4   |
| 3   | Venezuela | 4   | 0   | 0   | 4   | 4  | 15 | –11 | 0   |

|             |                                           |       |           |                                                         |
| 23 mei 1965 | Uruguay                                   | 5 – 0 | Venezuela | Montevideo, Uruguay Scheidsrechter: Dimas Larrosa (PAR) |
| 23 mei 1965 | Rocha 18' Silva 23', 52', 69' Menezes 61' |       |           | Montevideo, Uruguay Scheidsrechter: Dimas Larrosa (PAR) |

|             |               |       |                          |                                                     |
| 30 mei 1965 | Venezuela     | 1 – 3 | Uruguay                  | Caracas, Venezuela Scheidsrechter: Goicoechea (ARG) |
| 30 mei 1965 | Tortolero 40' |       | 10', 47' Rocha 52' Silva | Caracas, Venezuela Scheidsrechter: Goicoechea (ARG) |

|             |      |                |         |                                         |
| 6 juni 1965 | Peru | 0 – 1          | Uruguay | Lima, Peru Scheidsrechter: Vicuńa (CHI) |
| 6 juni 1965 |      | 77' Urruzmendi |         | Lima, Peru Scheidsrechter: Vicuńa (CHI) |

|              |                     |       |           |                                                   |
| 13 juni 1965 | Uruguay             | 2 – 1 | Peru      | Montevideo, Uruguay Scheidsrechter: Marques (BRA) |
| 13 juni 1965 | Silva 20' Rocha 62' |       | 2' Peláez | Montevideo, Uruguay Scheidsrechter: Marques (BRA) |

## Toernooi

### Groep A
Een verdedigend Uruguay wist gastland en latere wereldkampioen Engeland op 0-0 te houden. Uruguay won van Frankrijk, speelde gelijk tegen Mexico en plaatste zich voor de kwartfinales.
| Land      | Wed | Win | Gel | Ver | DV | DT | +/− | Pnt |
| --------- | --- | --- | --- | --- | -- | -- | --- | --- |
| Engeland  | 3   | 2   | 1   | 0   | 4  | 0  | 4   | 5   |
| Uruguay   | 3   | 1   | 2   | 0   | 2  | 1  | 1   | 4   |
| Mexico    | 3   | 0   | 2   | 1   | 1  | 3  | –2  | 2   |
| Frankrijk | 3   | 0   | 1   | 2   | 2  | 5  | –3  | 1   |

|                                           |                  |       |         |                                                                                        |
| 11 juli 1966 «onderlinge duels» 19:30 UTC | Engeland         | 0 – 0 | Uruguay | Wembley Stadium, Londen Toeschouwers: 87.148 Scheidsrechter: Istvan Zsolt ( Hongarije) |
| 11 juli 1966 «onderlinge duels» 19:30 UTC | Wedstrijdverslag |       |         | Wembley Stadium, Londen Toeschouwers: 87.148 Scheidsrechter: Istvan Zsolt ( Hongarije) |

|                                           |                      |                  |                         |                                                                                                  |
| 15 juli 1966 «onderlinge duels» 19:30 UTC | Uruguay              | 2 – 1            | Frankrijk               | White City Stadium, Londen Toeschouwers: 45.662 Scheidsrechter: Karol Galba ( Tsjecho-Slowakije) |
| 15 juli 1966 «onderlinge duels» 19:30 UTC | Rocha 26' Cortés 31' | Wedstrijdverslag | 15' (pen.) De Bourgoing | White City Stadium, Londen Toeschouwers: 45.662 Scheidsrechter: Karol Galba ( Tsjecho-Slowakije) |

|                                           |                  |       |         |                                                                                    |
| 19 juli 1966 «onderlinge duels» 16:30 UTC | Mexico           | 0 – 0 | Uruguay | Wembley Stadium, Londen Toeschouwers: 61.112 Scheidsrechter: Bertil Lööw ( Zweden) |
| 19 juli 1966 «onderlinge duels» 16:30 UTC | wedstrijdverslag |       |         | Wembley Stadium, Londen Toeschouwers: 61.112 Scheidsrechter: Bertil Lööw ( Zweden) |

### Kwartfinale
De kwartfinale tegen West-Duitsland was niet een wedstrijd waarvan Uruguay trots over mag zijn. Na een 1-0 achterstand raakte Uruguay van de kook en werden twee spelers van Uruguay uit het veld gestuurd. Op weg naar de kleedkamer sloeg aanvoerder Héctor Silva Uwe Seeler in het gezicht. Tegen negen man liep West-Duitsland in de slotfase uit naar 4-0.
|                                           |                                            |                  |         |                                                                                             |
| 23 juli 1966 «onderlinge duels» 15:00 UTC | West-Duitsland                             | 4 – 0            | Uruguay | Hillsborough stadion, Sheffield Toeschouwers: 34.000 Scheidsrechter: Jim Finney ( Engeland) |
| 23 juli 1966 «onderlinge duels» 15:00 UTC | Haller 11', 83' Beckenbauer 70' Seeler 75' | Wedstrijdverslag |         | Hillsborough stadion, Sheffield Toeschouwers: 34.000 Scheidsrechter: Jim Finney ( Engeland) |

AUF · A-internationals · Selecties · Bondscoaches · Uruguayaans vrouwenelftal · Olympisch elftal · Uruguay U21 · Uruguay U20 · Uruguay U19 · Uruguay U18 · Uruguay U17
1900 – 1909 ·
1910 – 1919 ·
1920 – 1929 ·
1930 – 1939 ·
1940 – 1949 ·
1950 – 1959 ·
1960 – 1969 ·
1970 – 1979 ·
1980 – 1989 ·
1990 – 1999 ·
2000 – 2009 ·
2010 – 2019 ·
2020 – 2029
WK 1930 · 
WK 1950 · 
WK 1954 · 
WK 1962 · 
WK 1966 · 
WK 1970 ·
WK 1974 · 
WK 1986 · 
WK 1990 · 
WK 2002 · 
WK 2010 · 
WK 2014 · 
WK 2018
OS 1924 · 
OS 1928 ·
OS 2012
1902 · 
1903 · 
1904 · 
1905 · 
1906 · 
1907 · 
1908 · 
1909 ·
1910 · 
1911 · 
1912 · 
1913 · 
1914 · 
1915 · 
1916 · 
1917 · 
1918 · 
1919 ·
1920 · 
1921 · 
1922 · 
1923 · 
1924 · 
1925 · 
1926 · 
1927 · 
1928 · 
1929 ·
1930 · 
1931 · 
1932 · 
1933 · 
1934 · 
1935 · 
1936 · 
1937 · 
1938 · 
1939 ·
1940 · 
1941 · 
1942 · 
1943 · 
1944 · 
1945 · 
1946 · 
1947 · 
1948 · 
1949 ·
1950 · 
1951 · 
1952 · 
1953 · 
1954 · 
1955 · 
1956 · 
1957 · 
1958 · 
1959 ·
1960 · 
1961 · 
1962 · 
1963 · 
1964 · 
1965 · 
1966 · 
1967 · 
1968 · 
1969 ·
1970 · 
1971 · 
1972 · 
1973 · 
1974 · 
1975 · 
1976 · 
1977 · 
1978 · 
1979 ·
1980 · 
1981 · 
1982 · 
1983 · 
1984 · 
1985 · 
1986 · 
1987 · 
1988 · 
1989 ·
1990 ·
1991 · 
1992 · 
1993 · 
1994 · 
1995 · 
1996 · 
1997 · 
1998 · 
1999 · 
2000 · 
2001 · 
2002 · 
2003 · 
2004 · 
2005 · 
2006 · 
2007 · 
2008 · 
2009 · 
2010 · 
2011 · 
2012 · 
2013 · 
2014 · 
2015 · 
2016 ·
2017 ·
2018 ·
2019 ·
2020 ·
2021 ·
2022 ·
2023 ·
2024
Algerije ·
Angola ·
Argentinië ·
Australië ·
België ·
Bolivia ·
Brazilië ·
Bulgarije ·
Canada ·
Chili ·
China ·
Colombia ·
Costa Rica ·
Cuba ·
DDR ·
Denemarken ·
Duitsland ·
Ecuador ·
Egypte ·
Engeland ·
Estland ·
 Finland ·
Frankrijk ·
Georgië ·
Ghana ·
Guatemala ·
Haïti ·
Honduras ·
Hongarije ·
Ierland ·
India ·
Indonesië ·
Irak ·
Iran ·
Israël ·
Italië ·
Ivoorkust ·
Jamaica ·
Japan ·
Joegoslavië ·
Jordanië ·
Libië ·
Luxemburg ·
Maleisië ·
Mexico ·
Marokko ·
Nederland ·
Nicaragua ·
Nieuw-Zeeland ·
Nigeria ·
Noord-Ierland ·
Noorwegen ·
Oekraïne ·
Oezbekistan ·
Oman ·
Oostenrijk ·
Panama ·
Paraguay ·
Peru ·
Polen ·
Portugal ·
Roemenië ·
Rusland ·
Saarland ·
Saoedi-Arabië ·
Schotland ·
Senegal ·
Servië & Montenegro ·
Singapore ·
Slovenië ·
Sovjet-Unie ·
Spanje ·
Tahiti ·
Thailand ·
Trinidad en Tobago · 
Tsjechië ·
Tsjecho-Slowakije ·
Tunesië · 
Turkije ·
Venezuela ·
Verenigde Arabische Emiraten ·
Verenigde Staten ·
Wales ·
Zuid-Afrika ·
Zuid-Korea ·
Zweden ·
Zwitserland
Argentinië (1986) ·
België (1990) ·
Brazilië (1950) · 
Colombia (2014) ·
Costa Rica (2014) ·
Denemarken (1986) ·
Denemarken (2002) ·
Duitsland (2010) ·
Egypte (2018) ·
Engeland (2014) ·
Frankrijk (2002) ·
Frankrijk (2010) ·
Frankrijk (2018) ·
Ghana (2010) ·
Italië (1990) ·
Italië (2014) ·
Mexico (2010) ·
Nederland (1974) ·
Nederland (2010) ·
Portugal (2018) ·
Rusland (2018) ·
Saoedi-Arabië (2018) ·
Schotland (1986) ·
Senegal (2002) ·
Spanje (1990) ·
West-Duitsland (1986) ·
Zuid-Afrika (2010) ·
Zuid-Korea (1990) ·
Zuid-Korea (2010)